# Yussif Chibsah
Yussif Chibsah född 30 december 1983 i Accra, är en ghanansk före detta fotbollsspelare (mittfältare).
Yussif lämnade israeliska Hapoel Nazareth i maj 2007 för spel med Gefle IF i Allsvenskan. Vid sidan av fotbollen har Chibsah en universitetsutbildning i ekonomi och driver en kycklingfarm i Ghana, vilket ledde till att han utsågs till årets lantbrukare 2005. Han har även provspelat för Djurgården under en match på lägret i Sydafrika år 2006. Chibsah anlände till Djurgårdens träningsläger 29 januari 2006  och den 8 februari kom beskedet att han inte fick något kontrakt . Senare framkom det att anledningen till att inget kontrakt erbjöds var att Djurgården hade fyllt sin kvot med icke EU-spelare i sin trupp.
Den 25 oktober 2011 skrev Chibsah under ett 3-årskontrakt (säsongerna 2012, 2013 och 2014) med Djurgårdens IF . Han lämnade Gefle IF som så kallad "bosman". Enligt Gefles egen statistik spelade Chibsah exakt 100 allsvenska matcher medan sajten SvenskFotboll.se summerade 104 allsvenska matcher med klubben.
I slutet av juli 2014, mellan allsvenskans omgång 15 och 16 samt med en halv säsong kvar på kontraktet med Djurgården, skrev Chibsah på för Alanyaspor som under säsongen 2014–15 kommer att spela i den turkiska andradivisionen . Facit i Djurgården blev bland annat 57 allsvenska matcher (varav 36 från start) under 75 omgångar med 0 mål och 3 målgivande passningar, dessutom nådde Djurgården final i Svenska Cupen i maj 2013 där man förlorade.

## Statistik: seriematcher / mål
- 2014/15: –
- 2014: 10 / 0 (Djurgården), av 15 omgångar
- 2013: 24 / 0 (Djurgården), av 30 omgångar
- 2012: 23 / 0 (Djurgården), av 30 omgångar
- 2011: 26 / 0 (Gefle)
- 2010: 28 / 2 (Gefle)
- 2009: 25 / 3 (Gefle)
- 2008: 25 / 0 (Gefle)
- 2007: ? (Gefle)
- 2006/07: ?

## Klubbar
- Ljungskile SK 2016
- GAIS 2015
- Alanyaspor 2014 - 2015
- Djurgårdens IF 2012 – 2014
- Gefle IF 2007 – 2011
- Hapoel Nazareth 2006/2007
- Asante Kotoko Kumasi 2003-2005
- King Faisal Babies Kumasi 2000-2002 (moderklubb)